# Berylmys mackenziei
Berylmys mackenziei és una espècie de mamífer rosegador de la família dels múrids. Viu a altituds d'entre 1.000 i 3.000 msnm a l'Índia, Myanmar, el Vietnam i la Xina. Es tracta d'un animal nocturn. El seu hàbitat natural són els boscos montans. Es desconeix si hi ha cap amenaça significativa per a la supervivència d'aquesta espècie. Aquest tàxon fou anomenat en honor del biòleg i ornitòleg J. M. Donald Mackenzie.